# Turn It into Love
»Turn It into Love« je singl avstralske pevke Kylie Minogue z njenega debitantskega glasbenega albuma Kylie. Singl so izdali decembra 1988 kot šesti in zadnji singl z albuma, napisala pa ga je skupina Stock Aitken Waterman.

## Seznam verzij
Japonski CD s singlom
1. »Turn It into Love« – 3:35
2. »Made in Heaven« – 3:24

## Uradne različice

### »Turn It into Love«
- Različica z albuma / singl
- Inštrumentalno: na začetku izdano preko turške izdaje CD-ja 1988 in nato kot glasbena tema opcije »galerija« na DVD-ju kompilacije Greatest Hits 1987–1992
- Razširjena inštrumentalna različica: ekskluzivno izdano preko kompilacije Greatest Hits 1987–1997 leta 2003

Založba PWL ni nikoli izdala nobene razširjene različice pesmi »Turn It into Love«.

### »Made in Heaven«
- Različica z albuma / singl
- Remix Maid in England, alias remix Maid in Australia ali remix Maid in Sweden
- Heavenov remix: krajša različica, mešana s singlom Never Too Late, izdana preko britanske kompilacije Greatest Hits 87–92 (2002)
- Heavenov razširjeni remix: vključen na kompilacijo Greatest Remix Hits Volume 4, izdano v Avstraliji avgusta 1998

### Pomembnejši nastopi v živo
Kylie Minogue je s pesmijo nastopila na naslednjih turnejah:
- On a Night Like This Tour (mešano z ostalimi različicami)
- Showgirl: The Homecoming Tour (mešano s pesmijo »Light Years«)

## Ostale različice

### Različica Hazell Dean
Septembra 1988, tik pred izidom različice pesmi Kylie Minogue na Japonskem, je britanska pevka Hazell Dean izdala pesem z dovoljenjem avtorjev pesmi, skupine Stock Aitken Waterman. Pesem je ob izidu pevkinega albuma Always zasedel enaindvajseto mesto na britanski glasbeni lestvici.

### Različica Same Difference
Duet Same Difference je posnel lastno različico pesmi »Turn It into Love« in jo kasneje vključil na svoj debitantski album, ki je izšel 1. decembra 2008..
Pesem »Turn It Into Love« je duet kasneje nameraval izdati tudi na svojem drugem glasbenem albumu leta 2009, a je nazadnje ni.

## »Ai ga Tomaranai (Turn It into Love)«
»愛が止まらない (Turn It into Love)« (»Ai ga Tomaranai (Turn It into Love)«) je bil tretji singl glasbene skupine Wink. Različica pesmi v japonščini pesmi »Turn It into Love« Kylie Minogue je nadomestila originalno pesem le nekaj mesecev po izidu, kot singl pa je izšla le na Japonskem. Besedilo pesmi je napisal Neko Oikawa. 16. novembra 1988 je različica pesmi izšla tudi na CD-ju in kaseti. Zasedla je vrh japonske lestvice s pop pesmimi in izšla kot tematska pesem japonske serije Oikaketai no! (Ai ga Tomaranai), svojo različico pesmi pa je posnelo še mnogo drugih glasbenikov.

### Seznam verzij
1. »愛が止まらない (Turn It Into Love)« / »Ai ga Tomaranai (Turn It Into Love)«
2. »Ding Ding: 恋から始まるふたりのトレイン« / »Ding Ding: Koikara Hajimaru Futarino Train«

### Različice pesmi »Ai ga Tomaranai (Turn It into Love)«
| Leto | Ustvarjalec                            | Album                                           |
| ---- | -------------------------------------- | ----------------------------------------------- |
| 1995 | Hideki Saijo                           | »Ai ga Tomaranai (愛が止まらない)« (Singl)      |
| 2001 | Puffy AmiYumi                          | »The Hit Parade«                                |
| 2003 | Yuki Koyanagi                          | »Koyanagi the Covers Product 2«                 |
| 2003 | Dream                                  | »Dream World«                                   |
| 2008 | Demon Kogure                           | »Girls' Rock √Hakurai«                          |
| 2009 | ManaKana                               | »Two Sing 2 (ふたりうた2 Futari Uta 2)«         |
| 2010 | Junichi Inagaki (duet z Nanase Aikawo) | »A Man and a Woman 3 (男と女3 Otoko to onna 3)« |
| 2011 | Serial TV Drama                        | »Power Spot (パワースポット Pawāsupotto )«      |